# Marcianise
Marcianise är en ort och kommun i provinsen Caserta i regionen Kampanien i Italien. Kommunen hade 39 792 invånare (2017).